# Samsung Galaxy Ace 2
De Samsung Galaxy Ace 2 is een middenmodel smartphone van het Zuid-Koreaanse chaebol Samsung en is de opvolger van de Samsung Galaxy Ace Plus. De telefoon kwam in februari 2012 uit en was beschikbaar in het zwart en wit.

## Software
Het toestel maakt gebruik van het besturingssysteem Google Android versie 2.3.6 (ook wel Gingerbread genoemd). Net zoals de Taiwanese fabrikant HTC met zijn Sense UI doet, legt Samsung over zijn smartphone een eigen grafische schil heen, de TouchWiz UI.
Met Samsung Kies kan het toestel worden voorzien van versie 4.1.2.

## Hardware
Het toestel heeft een capacitief tft-aanraakscherm met een schermdiagonaal van 9,6 cm. Het scherm heeft een resolutie van 480 × 800 pixels en kan 16.777.216 kleuren weergeven. De Samsung Galaxy Ace 2 heeft een dualcore-processor van 800 MHz met een werkgeheugen van 768 MB. Het toestel heeft 4 GB aan opslaggeheugen, dat kan worden uitgebreid met een microSD-kaart tot een maximumcapaciteit van 32 GB.

## Gewicht, afmeting en behuizing
De Samsung Galaxy Ace 2 weegt 118,5 gram en is 118,3 × 62,3 × 10,5 mm groot. De behuizing is voor een groot deel gemaakt van plastic en het scherm is gemaakt uit Gorilla Glass, waardoor het scherm sterker is.
Onder de achterklep zitten de SD-kaart, de simkaart en de batterij van 1500 mAh. Een speciale eigenschap zorgt ervoor dat het scherm licht gebogen is.

## Camera
De Samsung Galaxy Ace 2 beschikt over een camera met een resolutie van 5 megapixels met ledflits. De telefoon heeft een secundaire camera om mee te kunnen videobellen. De telefoon kan foto's maken (met digitaal inzoomen) en filmen. Daarnaast bevat het toestel ook een filmbeheerder.